# 圣占姆士发电厂

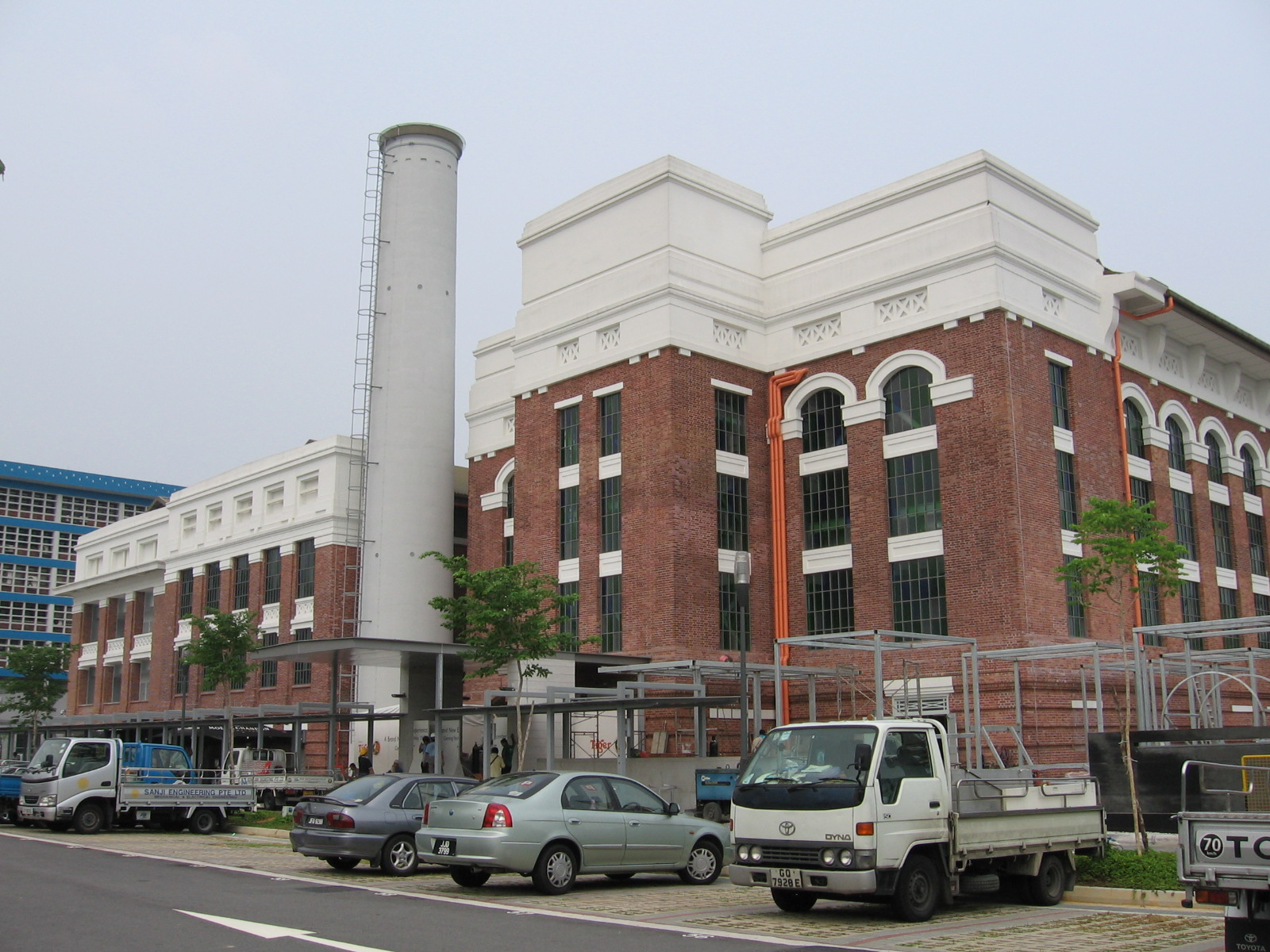
聖占姆士發電廠

圣占姆士发电厂（英語：St James Power Station）位於新加坡紅山港灣區（近怡丰城），建於1926年，是新加坡第一所用煤發電的電廠，也曾是全国唯一的燃煤电厂。
电厂在1970年代退役后被用作一间仓库，随后直至2018年转为主要以音乐为主题的夜生活场所。2009年，圣占姆士发电厂被国家文物局登记为新加坡的第60座国家古迹。
它目前被用作科技公司戴森的总部，也是新加坡港和工业历史遗产小径和画廊之旅的所在地。

## 历史

### 圣占姆士岬
发电厂的所在地曾是一个拥有一片潮汐沼泽的小岬角，住有一小群羅越人。他们居住在高跷房屋上并以捕鱼为生。

### 电力需求
1897年，新加坡海港局 (SHB) 运营的新加坡港等当地公共基础设施在新加坡开始使用电力运作。1902年，由新加坡轨车公司 (英語：Singapore Tramway Company，STC) 运营电动有轨电车和街道照明也使用到了电能。
随着新加坡的电力需求稳定增长，英殖民政府后来决定将主要用于有轨电车的发电也用于供应当地如东陵（英語：Tanglin）这样的小城镇和地区。
由于企业和家庭都需要为他们的电器、装备和设备供电，电力正迅速成为必需品，而不只是奢侈品。事实证明，新加坡电车公司运营的少数小型发电厂不足以满足这种日益增长的需求，英殖民政府迫切需要一个能够生产足以满足不断增长的工业和市内需求并允许新加坡持续发展的电力的发电厂。

### 发电厂
1924年，圣占姆士岬被负责建设新发电厂的首席咨询工程师 A. H. Preece 选中为建立电厂的地点。
新电站的选址，首先靠近大海，可以免费和无限地使用海水，用于电厂的水循环和冷却系统；其次，该处靠近船舶和/或驳船运送的海运煤炭；第三，圣占姆士岬也靠近丹戎巴葛（Tanjong Pagar）的马来联邦铁路（FMSR）火车站，当局可以使用铁路运输煤炭和建设发电站所需的建筑材料；最后，此地面积有足足五英亩之大。
为满足市内急需的电力需求，当局紧急铸造了一个2000kW的发电机组。但由于工地一半以上为沼泽地并面临自然潮汐的影响，在实际进行混凝土地基的铺设和电站巨大的钢架骨架假设工作之前，还需要进行大量的前期填海工作，造出1万2000平方码的土地。唯一的发电机终于在1926年6月落成，但它只能在每天下午6点到晚上11点的高峰需求负荷期间运行。

### 退役
由于总体运营成本高以及岛上不断增长的电力需求，该发电站最终于1976年退役，并在消耗完最后的天然气燃料储备后关闭。旧发电厂的机器被拆除，整栋建筑被空置。

### 娱乐中心
在1991年发展概念总蓝图中，该地区从工业和海港区划为商业区，在吉宝港的许多业务向西转移到巴西班让和裕廊后，周边地区进行了大规模的重建。港湾中心重新启动，怡丰城和港湾办公园区建成。
圣占姆士发电厂重新焕发活力，为公众带来娱乐服务，2013年正式开幕时有2500多人参加派对，并带来约3000万美元的收入。
截至2018年，发电厂曾一度是新加坡夜生活的熱點（與克拉碼頭及Zouk齊名），總面積達7萬平方英尺，楼内共有11間酒吧/夜總會。

### 戴森总部
发电厂从2019年到2021年间进行了改造以准备设立戴森公司的总部，也成了新加坡港和工业历史遗产小径和画廊之旅的一部分。